# Michaël Lambert
Michaël Lambert (né le 10 mars 1984 à Trois-Rivières, Québec au Canada) est un joueur professionnel canadien de hockey sur glace.

## Carrière de joueur
Après sa carrière junior dans la Ligue de hockey junior majeur du Québec (LHJMQ), il joignit le club-école des Canadiens de Montréal qui l'avait repêché en 2002. Il participe avec l'équipe LHJMQ au Défi ADT Canada-Russie en 2003. Il fallut attendre en saison 2006-2007 pour le voir évoluer toute la saison dans la Ligue américaine de hockey. Cette année-là, il participa à la conquête de la Coupe Calder par les Bulldogs de Hamilton.
La saison suivante, il sépara celle-ci entre la 2e division du Championnat d'Allemagne de hockey sur glace et la East Coast Hockey League.
Au début de la saison 2008-2009, il joue seulement 4 matchs avec le Caron et Guay de Trois-Rivières de la Ligue nord-américaine de hockey avant de se blesser pour le reste de la saison.
Il revient avec le Caron et Guay de Trois-Rivières la saison suivante et au terme de celle-ci, il est échangé le 6 juillet 2010 au GCI de Sorel-Tracy. Le 1er février 2011, il est échangé au 3L de Rivière-du-Loup en échange de Maxime Lincourt.
Le 3 octobre 2012, il est réclamé au ballotage par le Caron et Guay de Trois-Rivières. Le 20 octobre, il dispute son premier match avec l'équipe.

## Statistiques
| Saison    | Équipe                            | Ligue         |    | Saison régulière | Saison régulière | Saison régulière | Saison régulière | Saison régulière |   | Séries éliminatoires | Séries éliminatoires | Séries éliminatoires | Séries éliminatoires | Séries éliminatoires |
| Saison    | Équipe                            | Ligue         | PJ | B                | A                | Pts              | Pun              | PJ               | B | A                    | Pts                  | Pun                  |                      |                      |
| 2000-2001 | Titan d'Acadie-Bathurst           | LHJMQ         | 23 | 2                | 5                | 7                | 15               | -                | - | -                    | -                    | -                    |                      |                      |
| 2000-2001 | Rocket de Montréal                | LHJMQ         | 33 | 6                | 12               | 18               | 14               | -                | - | -                    | -                    | -                    |                      |                      |
| 2001-2002 | Rocket de Montréal                | LHJMQ         | 71 | 29               | 24               | 53               | 111              | 7                | 1 | 6                    | 7                    | 15                   |                      |                      |
| 2002-2003 | Rocket de Montréal                | LHJMQ         | 71 | 28               | 32               | 60               | 53               | 7                | 2 | 2                    | 4                    | 10                   |                      |                      |
| 2003-2004 | Rocket de l'Île-du-Prince-Édouard | LHJMQ         | 67 | 42               | 42               | 84               | 53               | 11               | 6 | 7                    | 13                   | 6                    |                      |                      |
| 2004-2005 | Ice Dogs de Long Beach            | ECHL          | 18 | 5                | 4                | 9                | 26               | 7                | 5 | 1                    | 6                    | 14                   |                      |                      |
| 2004-2005 | Bulldogs de Hamilton              | LAH           | 40 | 3                | 4                | 7                | 18               | -                | - | -                    | -                    | -                    |                      |                      |
| 2005-2006 | Ice Dogs de Long Beach            | ECHL          | 20 | 11               | 7                | 18               | 16               | 5                | 2 | 1                    | 3                    | 12                   |                      |                      |
| 2005-2006 | Bulldogs de Hamilton              | LAH           | 39 | 10               | 7                | 17               | 25               | -                | - | -                    | -                    | -                    |                      |                      |
| 2006-2007 | Bulldogs de Hamilton              | LAH           | 49 | 11               | 5                | 16               | 19               | 14               | 2 | 2                    | 4                    | 6                    |                      |                      |
| 2007-2008 | REV Bremerhaven                   | 2. Bundesliga | 25 | 6                | 7                | 13               | 65               | -                | - | -                    | -                    | -                    |                      |                      |
| 2007-2008 | Aces de l'Alaska                  | ECHL          | 28 | 8                | 6                | 14               | 19               | 8                | 1 | 2                    | 3                    | 12                   |                      |                      |
| 2008-2009 | Caron et Guay de Trois-Rivières   | LNAH          | 4  | 1                | 5                | 6                | 4                | -                | - | -                    | -                    | -                    |                      |                      |
| 2009-2010 | Caron et Guay de Trois-Rivières   | LNAH          | 37 | 16               | 22               | 38               | 14               | 6                | 3 | 5                    | 8                    | 2                    |                      |                      |
| 2010-2011 | GCI de Sorel-Tracy                | LNAH          | 22 | 8                | 14               | 22               | 20               | -                | - | -                    | -                    | -                    |                      |                      |
| 2010-2011 | 3L de Rivière-du-Loup             | LNAH          | 6  | 6                | 2                | 8                | 4                | 7                | 2 | 2                    | 4                    | 16                   |                      |                      |
| 2011-2012 | 3L de Rivière-du-Loup             | LNAH          | 10 | 4                | 5                | 9                | 2                | -                | - | -                    | -                    | -                    |                      |                      |
| 2012-2013 | Caron et Guay de Trois-Rivières   | LNAH          | 7  | 0                | 2                | 2                | 4                | -                | - | -                    | -                    | -                    |                      |                      |

### En équipe nationale
| Année | Équipe | Compétition                     |   | PJ | B | A | Pts | Pun         |  | Résultats |
| 2002  | Canada | Championnat du monde junior -18 | 8 | 2  | 2 | 4 | 2   | 6e position |  |           |

## Trophées et honneurs personnels
- 2006-2007 : remporte la Coupe Calder de la Ligue américaine de hockey avec les Bulldogs de Hamilton